# Metro w Xi’an

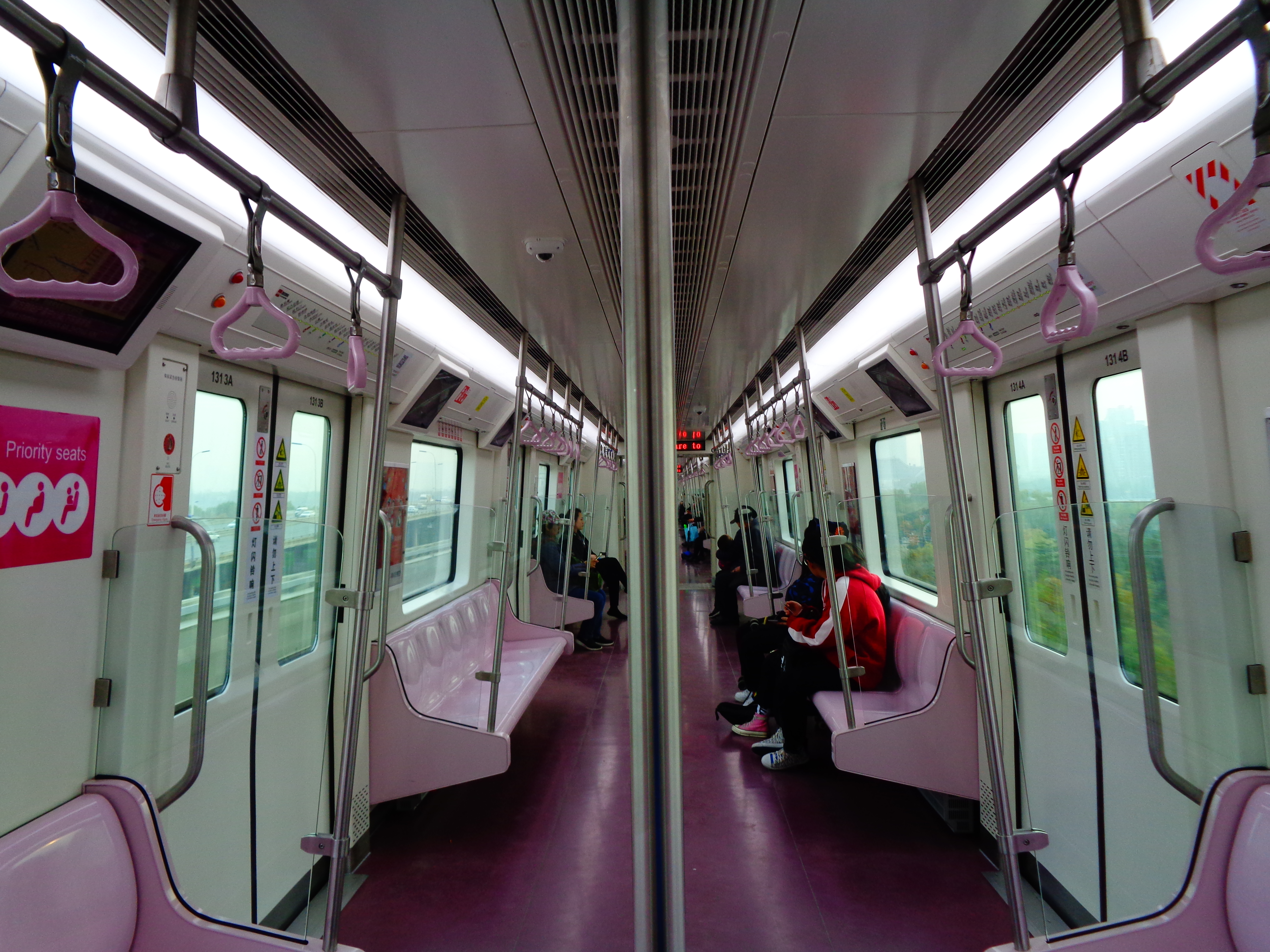
Wnętrze pociągu na linii nr 2

Metro w Xi’an – system kolei podziemnej w Xi’an, otwarty w 2011 roku. Na koniec 2019 roku 5 linii metra miało łączną długość około 161 km, dziennie zaś korzystało z nich średnio 2,59 mln pasażerów.

## Historia

### Początki
Budowę metra w Xi’an rozpoczęto we wrześniu 2006 roku. Uroczyste otwarcie pierwszej linii metra o numerze 2, mającej początkowo długość 20 km, odbyło się 16 września 2011 roku. W trakcie jej budowy archeolodzy wydobyli prawie 200 zabytkowych przedmiotów z około 150 grobów pochodzących z czasów starożytnych. 15 września 2013 roku uruchomiono linia metra nr 1 o długości 25 km, która docelowo ma kończyć się w sąsiednim mieście Xianyang. 8 kwietnia 2016 roku otwarto linię nr 3 o długości 39 km. Pod koniec grudnia 2018 roku oddano do użytku linię nr 4, która docelowo ma połączyć główne dworce w mieście: centralny oraz północny, obsługujące koleje dużych prędkości. Na początku 2019 roku system metra w Xi’an osiągnął łączną długość 126 km.

### Dalszy rozwój
We wrześniu 2019 roku oddano do użytku linię Airport Intercity, o długości 29 km, prowadzącą do portu lotniczego Xi’an-Xianyang. W trakcie budowy jest wydłużenie powyższej linii, które ma być oznaczone jako linia nr 14. Ponadto w budowie są rozszerzenia linii nr 1 i 2 oraz pierwsza pętla w systemie oznaczona nr 8, a także nowe linie o numerach 5, 6 i 9, o łącznej długości ponad 180 km. 

## Linie

Mapa metra (zawiera linie 5,6 i 9 będące w budowie; Linia Airport do stacji Beikezhan (Beiguangchang) otwarto pod koniec 2019)

W lutym 2020 roku metro w Xi’an liczyło 5 linii, ponadto trwały prace nad budową kolejnych nowych linii oznaczonych numerami 5, 6, 8, 9 i 14.

Stacja Dayanta

| Linia             | Stacje końcowe (dzielnice) | Stacje końcowe (dzielnice) | Data otwarcia | Ostatnia rozbudowa | Długość km | Stacje | Możliwości przesiadki |
| ----------------- | -------------------------- | -------------------------- | ------------- | ------------------ | ---------- | ------ | --------------------- |
| 1                 | Fenghesenlingongyuan       | Fangzhicheng               | 2013          | 2019               | 31         | 23     | 2 3 4                 |
| 2                 | Beikezhan                  | Weiqunan                   | 2011          | 2014               | 27         | 21     | 1 3 4 Airport         |
| 3                 | Yuhuazhai                  | Baoshuiqu                  | 2016          | –                  | 39         | 26     | 1 2 4                 |
| 4                 | Beikezhan (Beiguangchang)  | Hangtian Xincheng          | 2018          | -                  | 35         | 28     | 1 2 3 Airport         |
| Airport Intercity | Beikezhan (Beiguangchang)  | Airport West (T1, T2, T3)  | 2019          | –                  | 29         | 9      | 2 4                   |
| Razem             | Razem                      | Razem                      | Razem         | Razem              | 161        | 107    |                       |